# MMRワクチン告発
『MMRワクチン告発』（MMRワクチンこくはつ、原題: Vaxxed: From Cover-Up to Catastrophe）は、アメリカ疾病予防管理センター (CDC) が新三種混合ワクチン（MMRワクチン）と自閉症との間にあるとされた関連性を隠蔽したと告発する疑似科学を扱った2016年のドキュメンタリー映画である。『バラエティ』によると、本作は「CDCが自閉症とMMRワクチンに関する重要な研究のデータを改竄・破壊したとするCDCの上級研究員による主張を追究すると謳う」ものであり、反ワクチン運動のプロパガンダであると批判された。
本作の監督は、自閉症におけるワクチンの役割に関する研究で不正を行ったとして2010年に英国の医師免許を剥奪されたアンドリュー・ウェイクフィールドである。 2016年のトライベッカ映画祭で初上映される予定であったが中止された。日本では2018年11月17日に公開予定であったが配給会社の判断で中止された。

## 背景
1998年、ウェイクフィールドは『ランセット』誌に新三種混合ワクチン（MMRワクチン）が自閉症の発症につながるとする研究論文を発表した。2010年、この論文は撤回され、ウェイクフィールドは「倫理的違反、ならびに金銭的利益相反の開示を怠ったこと」、またMMRワクチンと自閉症との関連性の証拠を捏造したことにより英国の医師免許を剥奪された。多数の後続研究によって、ワクチンと自閉症の間には関連性が認められないことが立証されている。ウェイクフィールドはその後、撤回された研究がもとになって起こった反ワクチン運動の主導者の一人となった。
本作のプロデューサー、デル・ビッグツリーは、米国のトーク番組『The Doctors』のプロデューサーを務めた経歴を持つ。『ブリティッシュ・メディカル・ジャーナル』は2014年に『The Dr. Oz Show』（メフメト・オズが司会を務める番組）や『The Doctors』といった番組に関する調査を行い、「消費者は、テレビの医療トーク番組で提供される助言には必ず懐疑的になるべきである。詳細情報は限られ、助言の3分の1から半分しか信憑性のある、あるいはある程度信憑性のある根拠に基づいていないためである」と結論づけた。

## 内容
『バラエティ』によると、本作は「CDCが自閉症とMMRワクチンに関する重要な研究のデータを改竄・破壊したとするCDCの上級研究員による主張を追究すると謳う」。本作は「CDC内部告発者」の言説を採り、反ワクチン運動家で本作の共同プロデューサーであるブライアン・フッカーの論文で説明されている、CDCの上級研究員ウィリアム・トンプソンおよび彼の共著者が、アフリカ系アメリカ人の男児たちにおいてワクチンと自閉症の相関関係が認められたものの、それをCDCの論文では言及しなかったとする主張に基づいている。しかし、2010年の米国医学研究所による報告書は、MMRワクチンと自閉症との関連性を否定する証拠を示している。本作にはトンプソンには無断で録音されたフッカーとトンプソンとの電話での会話音声の一部が編集された形で収められている。フッカーの2014年の論文はその後「結論の信憑性に重大な懸念」があるとして撤回された。CDCは2015年までに、初期に見られた相関関係は研究対象者をより詳細に分析した段階ですべて解消することを確認していた。
これらの継ぎ接ぎされた無断で録音されたトンプソンの電話音声は、『ヒューストン・プレス』によれば、「映画全体の核を成すもの」であり、「それ以上のものは何もない」という。コロンビア大学病院の小児医学教授フィリップ・ラルッサは、「（映画製作者たちは）特効薬は既にあり、CDCはそれを隠しており、誰もこの問題に注視していない、と主張している。それは事実ではない」と述べた。トンプソンの姿は映画には登場せず、 トンプソンは公開前に映画を鑑賞していない。トンプソンは2014年にこの騒動に関する声明を発表しており、『ニューヨーク・タイムズ』はそれを「2004年の論文のデータの示し方には疑義を挟むが、人々にワクチンを接種しないことを勧めるなど絶対にしないと述べたもの」と要約した。

## 上映と公開
映画は2016年のトライベッカ映画祭で上映予定であったが、ウェイクフィールドの既に否定されている見解を再び広めることにつながるなどとして批判が集まった。映画祭の共同創設者であるロバート・デ・ニーロは当初、Facebookで映画は自閉症の子供を持つ彼にとって「非常に個人的」なもので、「私は映画に賛同しているわけでも反ワクチンでもない。この問題について議論の場を提供しているだけだ」と述べ、上映を擁護したが、その後、映画祭関係者や科学者と協議した結果、映画の上映は「私が望んだような形で議論を深めるものではない」と結論づけたとし、上映の中止を発表した。
トライベッカでの上映中止後、シネマ・リーブルという会社が映画の配給権を獲得した。映画は2016年4月1日、ニューヨークのアンジェリカ・フィルム・センターにて初上映され、「数十人」の観客が来場した。
自閉症の息子を持ち、自身が制作した映画がシネマ・リーブルによって配給された過去を持つトッド・ドレズナーは、シネマ・リーブルに宛てた公開書簡を発表し、「『MMRワクチン告発』を公開することで、シネマ・リーブルは何千人もの自閉症の人々を能動的に傷つけています。どうすれば最も効果的に自閉症の人々を支援し、彼らが充実した生活を送れるようにできるかを話し合うべき時に、あなた方は人々に名誉を失った科学者であり不誠実な映画製作者を追ってとうに否定されている陰謀論にしか至らない道へ行くよう促しています。私は深く失望しています」と述べ、シネマ・リーブルによる映画配給の決断を批判した。
2017年、映画はカンヌ映画祭開催中にカンヌで関係者の間で上映された。上映に際してシネマ・リーブルは、映画はそれまでに1200万ドルを売り上げており、イタリア、ドイツ、ポーランド、中国で公開が決まっていると述べた。

### 日本での公開
日本では配給会社ユナイテッドピープルによって2018年11月17日より東京のシアター・イメージフォーラム他で公開される予定であったが、2018年11月7日に公開中止が発表された。

ユナイテッドピープルは2018年10月に
弊社は、MMRワクチンと自閉症の因果関係の有無について科学的な証明がなされていないことを承知しておりますし、ワクチン接種に反対ではありません。ワクチン接種の重要性を認識しつつ、上記の理由に加え、本作の以下の点に合理性があると判断し、日本公開を決定しました。
- MMR（新三種混合）ワクチンの安全性について追加調査や研究が必要である
- 安全性が確認されるまで、単独接種を推奨する

との声明を発表していた。
ユナイテッドピープルの代表関根健次は公開中止の経緯を次のように説明している。映画中には日本でもMMRワクチンの使用と関連して自閉症と診断される人数が増えていると示唆するグラフが登場する。しかし、日本では1993年にMMRワクチンは中止されているにもかかわらず自閉症は増えているので、映画が示唆するMMRワクチンと自閉症の因果関係を否定する研究がある。この点について同社がウェイクフィールドに確認したところ、「日本では1994年の予防接種法改正により満1歳児への麻疹ワクチンと風疹ワクチンの同時接種が推奨されるようになった。自閉症の増加はこれと比例している」という趣旨の説明を受けた。映画中のグラフ自体は1990年代前半で途切れているので矛盾はないが、日本ではMMRワクチンは既に中止されているので適切でないと考えられるため、同社はウェイクフィールドが制作した日本におけるワクチン接種の状況を説明する動画を映画の最後に加えることに決め、動画を映画公式サイトに掲載した。しかし、この動画には、ワクチン接種の促進を求めるパレードの写真が「1993年 国民の反対でMMRは中止されます」という文章とともに映っていた。2018年11月1日、この旨を指摘されたユナイテッドピープルは動画を削除した。11月2日、同社は謝罪のため動画に映っていた人物の関係者と面会し、その際同席した小児科医から、1994年当時、麻疹ワクチンと風疹ワクチンは1か月ほど間隔を空けて接種されていたとの指摘を受けた。その後、「多数の文献に目を通し、複数の専門家や厚生労働省を含む機関にヒアリングをした結果」、1994年の法改正から2006年の麻疹・風疹混合ワクチン定期接種開始までの間、麻疹ワクチンと風疹ワクチンは単独接種が推奨されていたことが判った。厚生労働省のウェブサイトに掲載されている予防接種リサーチセンターが1994年に作成した予防接種ガイドラインには、麻疹ワクチンや風疹ワクチンなどの生ワクチンは27日以上間隔を空けて接種すべきであると記されており、ユナイテッドピープルが問い合わせたところ国立感染症研究所感染症疫学センターも単独接種が推奨されていたことを確認した。これでは「日本では1994年の法改正により麻疹ワクチンと風疹ワクチンの同時接種が推奨されるようになった」というウェイクフィールドの主張は成り立たず、そのような問題点が判明した以上、公開は適切ではないと判断し中止を決めた。同社は「配給そのものから手を引き、速やかに制作元との契約を解除」する意向であり、2018年11月12日に予定されていたジャパンプレミア上映会は公開中止の説明のための「一度限りの上映会」に改めるとした。
2018年11月12日に行われた上映会ではプロデューサーのビッグツリーが来場し質問に答える予定であったが、ビッグツリーが直前に来日をキャンセルしたため実現しなかった。ユナイテッドピープルは11月3日にウェイクフィールドに上記の問題点について至急回答するよう依頼していたが、12日までに回答は得られなかった。上映会後、関根はBuzzFeed Japan Medicalの取材に対し「1000あるうちの1の要素かもしれませんが、それについての疑義に真摯に回答いただけなければ、残る999についても再度、検証の必要が生じます。公開までの短い期間でそれをするのは不可能と判断し、公開中止の決定をしました」と述べた。関根によると、ユナイテッドピープルは公開を中止にしたことで経済的に、また劇場などとの信用面で損害を受けた。
アップリンクの代表浅井隆も日本公開を検討していたが、ユナイテッドピープルと同様に日本での自閉症診断の増加を示すグラフがミスリーディングであると判断し買い付けを見送っていた。浅井が権利元に確認したところ、グラフの出典はMcDonald & Paul (2010) であり、浅井によると、ある小児科医は「この論文では予防接種によって自閉症が増えた可能性については言及していない」「この論文が参照元としている日本の研究者による論文は、自閉症とMMRは関係がないと結論づけている」と指摘した。

## 反応
Rotten Tomatoesは、13件の批評に基づき、高評価の割合を38%、評価の平均を4.3/10としている。
小児科医のポール・オフィットは『ハリウッド・リポーター』に寄せ、「ウェイクフィールドはその初監督作において、自身を真実を隠そうとする巨大な陰謀の被害者に仕立て上げた」「何がウェイクフィールドを尊敬を集める研究者から陰謀論者に陥れたのだろうか」と述べた。
ドキュメンタリー作家のペニー・レインは、「ドキュメンタリーにおける真実と倫理をめぐる問題は面倒なことになりやすい。だがこれは簡単だ。この映画は『ワクチンが自閉症を起こす』というデマに関する中立的な調査などではない。この映画の監督はそのデマを広めた人物だ」と述べた。
健康・科学ニュースサイトMedical Dailyはレビューの中で、「本作は証拠をもって観客を説得することには興味がない。その代わり、ウェイクフィールド、フッカー、およびプロデューサーのデル・ビッグツリーは、ビッグツリーが『テレビ業界全体』が製薬業界に買収されていると主張する中、感情への訴えや文脈から切り離した統計（ある一点では、2031年までに男子の80%が自閉症になると提示される）、いかがわしい陰謀といったありがちな挑戦を視聴者に突きつける」と述べた。
小児科医のフィリップ・ラルッサは、「彼（ウェイクフィールド）は英国で免許を失ったことに言及していないし、彼の論文から（11人の）共著者が共著を取り消した事実にも言及していない。（『サンデー・タイムズ』のジャーナリスト）ブライアン・ディアによる一連の調査記事があった事実にも言及していない」と指摘した。
2017年10月には『Science Moms』というドキュメンタリー映画が公開された。映画は『MMRワクチン告発』の反ワクチン的見解に対する反論を提供する面を含んでおり、監督によると同作は「近年出現してきている疑似科学に基づいた子育てのナラティヴに対し、科学と証拠に基づいたカウンターナラティヴを提供することに力を注ぐ」ものである。